# 海克·莱曼
海克·莱曼（德語：Heike Lehmann，1962年3月29日—），生于新施特雷利茨，德国前女子排球运动员。她曾代表东德国家队参加1980年夏季奥林匹克运动会排球比赛，获得一枚银牌。